# Hans Spreitzer

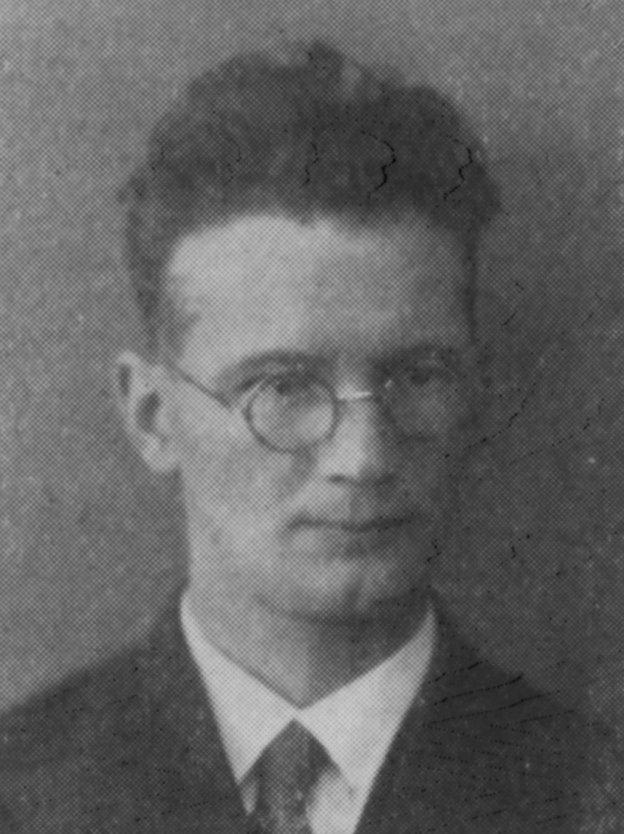
Hans Spreitzer, um 1931

Hans Spreitzer (* 15. August 1897 in St. Lambrecht; † 27. Oktober 1973 in Wien) war ein österreichischer Geograph.

## Leben
Spreitzer war im Ersten Weltkrieg von 1915 bis 1919 im Heeresdienst. 1922 wurde er an der Universität Graz promoviert, anschließend war er Probekandidat am Bundesrealgymnasium in Graz, später Bürgerschullehrer in Donawitz und ab 1924 Aushilfslehrer am Bundesgymnasium in Klagenfurt. 1927 wurde er Assistent am Geographischen Institut der Technischen Hochschule Hannover. 1930 wurde er dort habilitiert und Privatdozent für Geografie. 1939 ging er als Professor nach Prag. Nach dem Zweiten Weltkrieg war er von 1947 bis 1951 an der Universität Graz und von 1952 bis 1968 an der Universität Wien tätig, wo er 1959/60 Dekan der Philosophischen Fakultät war.
Von 1955 bis 1962 und von 1965 bis 1966 war Spreitzer Präsident der Österreichischen Geographischen Gesellschaft.
Hans Spreitzer war ab 1953 wirkliches Mitglied der Österreichischen Akademie der Wissenschaften. Außerdem erhielt er 1956 die Carl-Ritter-Medaille in Silber, wurde 1961 in der Sektion Geographie als Mitglied in die Deutsche Akademie der Naturforscher Leopoldina aufgenommen und war korrespondierendes Mitglied der Akademie der Wissenschaften zu Göttingen.

## Schriften (Auswahl)
- Die Talgeschichte und Oberflächengestaltung im Flußgebiet der Innerste. In: Jahrbuch der Geographischen Gesellschaft zu Hannover (1931) (zugl. Hannover, Techn. Hochsch., Habil.-Schr., 1930).
- Eiszeitstudien in Russland: Geomorphologische und quartärgeologische Untersuchungen zwischen Wolga und Oka. In: Jahrbuch der Geographischen Gesellschaft zu Hannover (1934/35), S. 249–320.
- Die Geographie in der Sowjetunion. In: Zeitschrift für Erdkunde. Bd. 4 (1936), Heft 13, S. 577–603.
- Die Fortschritte der Geomorphologie: exogene Kräfte und ihre Wirkungen, 1925–1936. 2 Bde., Perthes, Gotha 1937–1938.
- Die Pässe und Durchbruchstäler der Weserkette und des Wiehengebirges: ihre morphologische Entwicklung und ihre anthropogeographischen Auswirkungen. Volk und Reich Verlag, Berlin 1939 (Zur Wirtschaftsgeographie des deutschen Westens; 5).
- Der grosse Sowjet-Weltatlas (Bolʹšoj Sovetskij Atlas mira). In: Zeitschrift der Gesellschaft für Erdkunde zu Berlin (1940), S. 69–74.
- Die Eiszeitforschung in der Sowjetunion. In: Quartär: internationales Jahrbuch zur Eiszeitalter- und Steinzeitforschung. Bd. 3 (1941), S. 1–43 (Digitalisat: https://doi.org/10.7485/qu.1941.3.82555).
- Neue, für die Quartär- und Urgeschichtsforschung bedeutsame geographische und geologische Werke. In: Quartär: internationales Jahrbuch zur Eiszeitalter- und Steinzeitforschung. Bd. 4 (1942), S. 227–239 (Digitalisat: https://doi.org/10.7485/qu.1942.4.82538).
- Albrecht Penck. In: Quartär: internationales Jahrbuch zur Eiszeitalter- und Steinzeitforschung (1951), S. 109–139.
- Die Großformung im oberen steirischen Murgebiet. In: Geographische Gesellschaft in Wien (Hrsg.): Festschrift zur Vollendung des fünfundsechzigsten Lebensjahres von Prof. Dr. Johann Sölch. Geographische Gesellschaft in Wien, Wien 1951, S. 132–144.
- Zum hundertjährigen Bestand der Geogr. Gesellschaft in Wien: Rückschau und Ausblick. In: Festschrift zur Hundertjahrfeier der Geographischen Gesellschaft in Wien: 1856–1956. Geographische Gesellschaft, Wien 1957, S. XV–XXXV.
- Zur Geographie des Kilikischen Ala Dağ im Taurus. In: Festschrift zur Hundertjahrfeier der Geographischen Gesellschaft in Wien: 1856–1956. Geographische Gesellschaft, Wien 1957, S. 414–459.